# Capelopterum lyco
Capelopterum lyco är en insektsart som beskrevs av Ronald Gordon Fennah 1950. Capelopterum lyco ingår i släktet Capelopterum och familjen sköldstritar. Inga underarter finns listade i Catalogue of Life.